# Spilosoma griveaudi
Spilosoma griveaudi är en fjärilsart som beskrevs av De Toulgoët 1956. Spilosoma griveaudi ingår i släktet Spilosoma och familjen björnspinnare. Inga underarter finns listade i Catalogue of Life.